# Omicidio di Euronymous
L'omicidio di Euronymous (vero nome Øystein Aarseth), venne commesso la notte del 10 agosto 1993 da Varg Vikernes, presso l'appartamento della vittima nella città di Oslo in Norvegia. Fu un omicidio maturato negli ambienti della scena musicale black metal norvegese dei primi anni novanta.

## Omicidio
All'inizio del 1993 le tensioni tra Euronymous, chitarrista e membro fondatore del gruppo black metal Mayhem, e Vikernes (che all'epoca si faceva chiamare Count Grishnack e suonava il basso nei Mayhem) cominciarono a intensificarsi sempre più. La sera del 9 agosto 1993, Vikernes e Snorre "Blackthorn" Ruch si recarono in auto da Bergen fino all'appartamento di Euronymous a Tøyengata, sobborgo di Oslo. Al loro arrivo, verso le 3 di notte del 10 agosto, scoppiò una lite furiosa e Vikernes pugnalò diverse volte Euronymous provocandone la morte. Il corpo seminudo della vittima venne rinvenuto al primo piano sulle scale condominiali dell'edificio, colpito da 23 coltellate (due delle quali alla testa, cinque al collo, sedici alla schiena), Vikernes in una sua intervista successiva dal carcere dichiarò che la coltellata mortale fu una soltanto, inflitta al cranio di Euronymous.
Si è molto speculato sul motivo della lite, citando lotte di potere all'interno della band, dispute di carattere finanziario, o minacce di morte da parte della vittima nei confronti dell'aggressore. Vikernes stesso disse di aver agito per legittima difesa e negò qualsiasi premeditazione. Egli dichiarò che qualcuno gli aveva riferito che Euronymous volesse torturarlo in una zona periferica per poi filmare le sevizie per realizzare una sorta di film snuff da mostrare agli amici. Vikernes dichiarò che non era partito da Bergen con l'intenzione di uccidere Euronymous e che le armi che si era portato dietro (tre coltelli addosso, più una mazza da baseball, una baionetta e un'ascia nell'auto) fossero solo uno scrupolo personale per la sua sicurezza. Vikernes dichiarò inoltre di essersi recato a casa di Euronymous per convincerlo a firmare un accordo sui diritti d'autore dei brani del suo progetto solista Burzum e per dirgli "di andarsene a fare in culo", ma Euronymous, preso dal panico, lo aggredì per primo. La versione della legittima difesa è messa in dubbio da Bård Faust, mentre Necrobutcher, altro membro dei Mayhem, confermò che Vikernes uccise Aarseth per difendersi dalle minacce di morte che aveva ricevuto da lui in precedenza.
Vikernes fu arrestato il 19 agosto 1993 e molti altri membri della scena black metal norvegese furono interrogati dalle autorità in merito ai fatti. Nel maggio 1994 Vikernes venne condannato a 21 anni di carcere (il massimo della pena in Norvegia) per l'omicidio di Euronymous, il rogo di tre chiese e per il possesso di 150 kg di esplosivi. Blackthorn fu condannato a otto anni di carcere per complicità nell'omicidio. Dopo l'episodio, i Mayhem continuarono a registrare il loro album, De Mysteriis Dom Sathanas. La madre di Euronymous chiese a Hellhammer, il batterista dei Mayhem, di rimuovere le linee di basso che erano state registrate da Varg Vikernes. Il batterista disse che avrebbe registrato personalmente le tracce di basso ma, a quanto dichiarato da Vikernes, non fu così: le sue parti strumentali non subirono alcuna modifica, ma fu solo rimosso il suo nome tra i crediti del disco.

### Antefatto
Fino al 1991 Aarseth e Vikernes avevano avuto buoni rapporti tra di loro e Aarseth aveva messo il giovane Vikernes sotto la sua ala per aiutarne la carriera. Vikernes aveva 17 anni agli inizi della scena black metal norvegese e aveva da poco pubblicato il suo album solista Burzum attraverso l'etichetta discografica di proprietà di Euronymous, la Deathlike Silence Productions. I due lavorarono insieme in studio e Aarseth si occupò di suonare la chitarra in alcune tracce del disco di Vikernes. Alla fine Aarseth chiese a Vikernes di unirsi ai Mayhem come bassista; Vikernes accettò e suonò durante le sedute di registrazione del disco di debutto dei Mayhem De Mysteriis Dom Sathanas, che uscì nel 1994. Nonostante questo, presto cominciarono dei dissidi tra Vikernes, Aarseth e la scena black metal locale.
In forma anonima nel gennaio 1993 Vikernes rilasciò una controversa intervista al giornale locale Bergens Tidende di Bergen, il giorno seguente fu arrestato a causa delle sue dichiarazioni inerenti al bruciare chiese e all'omicidio di un omosessuale (a suo dire ampiamente esagerate e fatte per attirare l'attenzione dei media sulla scena metal locale). Euronymous si adirò molto per l'intervista perché avrebbe attirato troppo l'attenzione dei media verso l'Inner Circle, e subito dopo decise, su consiglio dei genitori, di chiudere il negozio di dischi Helvete di sua proprietà perché non voleva avere problemi di sorta con le autorità. Ironicamente, Vikernes disse di avere volutamente rilasciato la controversa intervista proprio per aiutare gli affari del negozio, che specializzato in metal estremo, e diventato un punto di riferimento per la scena black metal locale, da qualche tempo navigava in cattive acque.
Quando dopo circa sei settimane Vikernes fu rilasciato dal carcere, Euronymous gli telefonò per chiedergli se i Mayhem, all'epoca ridotti a soli due elementi, avrebbero potuto soggiornare a casa sua trovandosi a registrare in studio a Bergen per finire l'album De Mysteriis Dom Sathanas, ma Vikernes rispose con un secco «no!». Vikernes cominciò a vedere Euronymous come un incompetente (anche in merito alla gestione del suo negozio di dischi) dal momento in cui il secondo aveva commesso un errore di grafia sul disco d'esordio dei Burzum: la seconda traccia appariva infatti scritta come Ea, Lord of the Deeps al posto del corretto Ea, Lord of the Depths, inoltre a causa della cronica scarsità di fondi, la Deathlike Silence Productions non era stata in grado di stampare ulteriori copie del disco nonostante fosse andato presto esaurito. A detta di Vikernes, il sommarsi di questi episodi unito al fatto che a causa delle dichiarazioni offensive di Vikernes nei suoi confronti dopo la chiusura del negozio, la sua reputazione negli ambienti del black metal stava crollando, Euronymous cominciò a sviluppare un vero e proprio odio verso Vikernes e si mise in mente di eliminarlo. Non è mai stato appurato se le intenzioni di Aarseth fossero veritiere o se più probabilmente (visto il suo carattere) si trattasse di mere sbruffonate.

### Dinamica dell'omicidio
Non molto chiara è anche la dinamica dell'omicidio. Vikernes e Ruch arrivarono all'appartamento di Euronymous verso le 3 di notte circa. Varg citofonò svegliando la vittima e chiedendogli di aprire il portone perché doveva parlargli. Euronymous, dopo un iniziale diniego, fece salire Vikernes fino al quarto piano dove abitava. Vikernes dichiarò che dopo aver domandato: «Che vuoi da me lappone comunista? Perché vuoi uccidermi?» a Euronymous, quest'ultimo lo aggredì sferrandogli un calcio al petto e ricevendo indietro uno spintone, dopo di che partì di corsa verso la cucina presumibilmente per armarsi, al che Vikernes gli piantò il coltello nella schiena; a questo punto Euronymous, in mutande perché svegliato nel cuore della notte, cercò di scappare per le scale, suonando disperatamente i campanelli dei vicini e urlando aiuto, con Varg dietro che lo accoltellava (anche se questi ha dichiarato che gran parte delle ferite ritrovate sul corpo della vittima furono frutto di una caduta sopra i cocci di una lampada durante lo scontro).
Ormai in punto di morte, Euronymous rimase a terra e Vikernes gli inflisse l'ultima coltellata al cranio; dopo di che questi fuggì e, al fine di eliminare le prove a suo carico, gettò gli indumenti sporchi di sangue, legandoli a delle pietre, in un lago, lungo la strada di ritorno a Bergen. Al fatto aveva assistito anche Snorre Ruch, che aveva chiesto a Vikernes di andare con lui a Oslo per far sentire a Euronymous alcuni riff di chitarra che aveva appena inciso. Egli non prese parte all'omicidio, in quanto era rimasto al piano terra del condominio per fumare una sigaretta; fu tuttavia arrestato e condannato a scontare 8 anni di reclusione con l'accusa di complicità nell'omicidio di Aarseth. Durante il viaggio di ritorno a Bergen, Vikernes e Ruch avevano rischiato di essere arrestati: arrivati presso il comune di Hønefoss, si fermarono in una cabina telefonica per chiamare un amico che, quella sera, si trovava a casa di Vikernes per mangiare una pizza con loro, invitandolo a tornare nella sua abitazione. Poco prima un gruppo di ragazzi aveva saccheggiato quella cabina e qualcuno, assistendo all'atto vandalico, chiamò la polizia; arrivata sul posto, una pattuglia locale ingaggiò un inseguimento con Blackthorn e Vikernes, credendo che ne fossero responsabili, ma questi ultimi riuscirono a scappare dopo una pericolosa corsa in auto.
Il cadavere di Euronymous fu trovato dalla polizia la mattina seguente verso le 11 circa.

### Possibili motivazioni
Vikernes affermò durante il processo di aver ascoltato una telefonata tra Euronymous e Snorre V. "Blackthorn" Ruch nella quale Euronymous (ignorando la presenza di Vikernes) avrebbe spiegato nel dettaglio il suo piano per rapire e ucciderlo quando quest'ultimo si sarebbe recato presso casa sua per firmare il contratto discografico.
Altre presunte cause del pessimo rapporto tra i due sarebbero:
- Questioni economiche: a detta dell'assassino, Euronymous doveva a Vikernes 36.000 corone norvegesi (ai tempi circa 5000 $) che quest'ultimo aveva anticipato per la registrazione di Burzum.[6] Euronymous dovette chiedere il prestito anche per poterne pagare la pubblicazione. Da solo non poteva permetterselo. Secondo Vikernes, quando Euronymous ebbe venduto tutti gli album di Burzum, con il ricavato pagò i propri debiti, anziché dare alle stampe altri dischi o restituirgli i soldi che gli doveva (non pagandogli nemmeno i diritti d'autore). Così, quando le copie dell'album andarono esaurite, egli non ebbe denaro a sufficienza per stamparne altre.[6]
- Questioni politico-religiose: la vittima aveva idee filo-comuniste[12][13] e non celava le sue dottrine sataniste, mentre il suo carnefice seguiva ideologie fortemente nazionaliste fino al neonazismo[14] e aveva credenze religiose pagano-eteniste.[15][16]
- Questioni etniche: Euronymous aveva infatti origini lapponi e questo fatto pare facesse infastidire Vikernes, il cui credo religioso è caratterizzato da un spiccato connubio tra religione e razza, con la presupposizione che le divinità germaniche fossero la manifestazione dello spirito stesso del popolo germanico;[17][18] tuttavia successivamente Vikernes ha dichiarato che non desse troppa importanza alla cosa.[6]
- Questioni private: Vikernes riferì che qualcuno, qualche settimana prima del delitto, gli aveva raccontato di aver trovato, frugando nei cassetti a casa di Euronymous, un dildo con tracce di feci[19] e quindi di essere arrivato alla conclusione che Aarseth fosse omosessuale o perlomeno bisessuale. Inoltre, Vikernes si disse disgustato dalla presunta abitudine di Euronymous di passare il tempo a guardare film pornografici con bambini oppure film snuff.[19]

Secondo alcuni membri della stessa scena black metal locale, Vikernes uccise semplicemente per accrescere la propria "reputazione di cattivo". Tuttavia, secondo altri Euronymous fu assassinato a causa della sua personalità. Aarseth era una persona sgradevole, secondo queste ipotesi, perché aveva incoraggiato il suicidio di Per "Dead" Ohlin, suo compagno di band e cantante solista nei Mayhem. Quando nell'aprile 1991 Ohlin si suicidò davvero, Euronoymous utilizzò la sua morte per fare pubblicità alla scena black metal, giunto prima di tutti sul posto, fece alcune foto del cadavere e prese alcuni frammenti del cranio di Ohlin (che si era sparato in testa con un fucile) per farsi delle collane e regalarle ad altri musicisti. Venne inoltre messa in giro la diceria secondo la quale alcune parti del cervello del cadavere furono sottratte e conservate o mangiate da Euronymous, dagli Abruptum e persino da alcuni elementi dei Marduk. Infine, Aarseth sarebbe stato un manipolatore, appassionato di film snuff (interesse che condivideva con Dead), ripeteva costantemente di adorare Satana e che il black metal è per gente realmente malvagia che ama diffondere dolore e sofferenza tra la gente.

## Processo

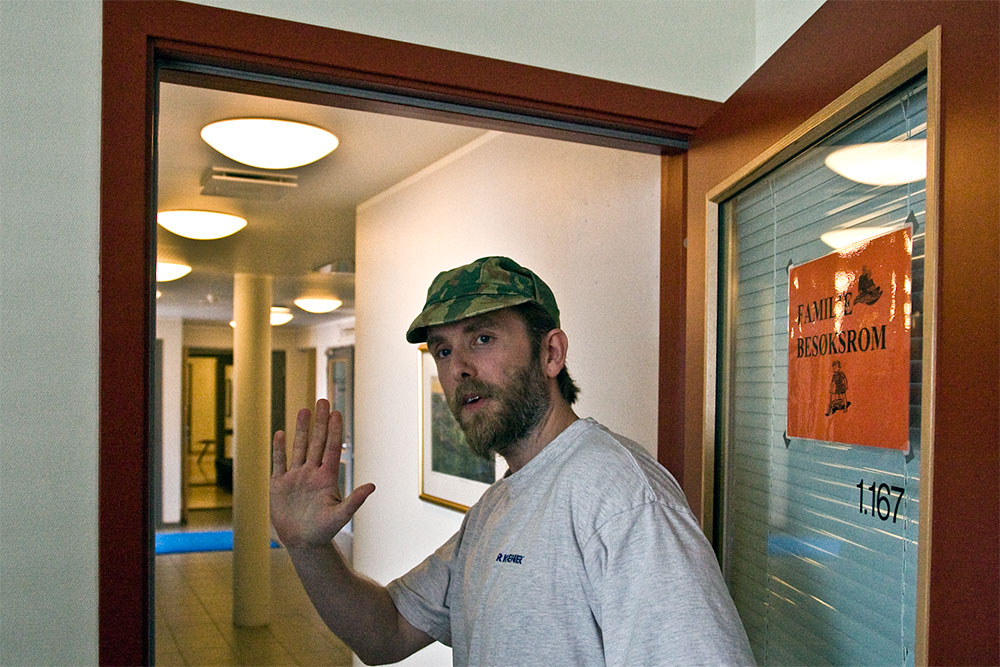
Varg Vikernes nel 2009

Il processo a Vikernes ebbe inizio il 2 maggio 1994; egli venne difeso dall'avvocato Stein-Erik Mattsson. Molti altri membri della scena black metal norvegese, inclusi Blackthorn e Faust, furono sottoposti a giudizio circa nello stesso periodo. Alcuni di loro confessarono i crimini a loro imputati rivelando anche nomi di altri complici. Secondo il libro Lords of Chaos, "Vikernes rimase disgustato dal fatto che, mentre lui si chiuse subito nel mutismo più assoluto, altri confessassero tutto".
Durante il processo i mass media norvegesi resero Vikernes "il primo orco della nazione in oltre cinquant'anni". Nelle fasi del dibattimento in aula fu dichiarato che, Vikernes e Blackthorn, con la copertura di un altro loro amico, tale Andreas Nagelsett, avevano pianificato l'omicidio. La corte stabilì che Nagelsett rimase nell'appartamento dei due a Bergen per creare una sorta di alibi; per far sembrare che i tre non avessero mai lasciato Bergen, egli noleggiò alcuni film, li guardò a casa e pagò con la carta di credito di Blackthorn.
Il 16 maggio 1994 fu emessa la sentenza. Varg Vikernes venne condannato a 21 anni di carcere per l'omicidio di Øystein Aarseth, il rogo di tre chiese e per il possesso illegale di 150 kg di esplosivo e di varie armi. Blackthorn fu condannato a otto anni di carcere per complicità nell'omicidio e favoreggiamento dello stesso. Tuttavia, come affermò Vikernes, Ruch non prese parte a tale fatto, poiché si era recato in un attico all'ultimo piano del condominio per fumare una sigaretta e rimase totalmente scioccato dagli eventi.
Euronymous è stato sepolto nel cimitero Ski Kirkegaard di Ski a 25 km da Oslo. Vikernes ha continuato a comporre e pubblicare album dal carcere ed è uscito di prigione nel 2009.